# (100697) 1997 YB15
(100697) 1997 YB15 es un asteroide perteneciente al cinturón de asteroides descubierto el 28 de diciembre de 1997 por el equipo del Spacewatch desde el Observatorio Nacional de Kitt Peak, Arizona, Estados Unidos.

## Designación y nombre
Designado provisionalmente como 1997 YB15.

## Características orbitales
1997 YB15 está situado a una distancia media del Sol de 2,310 ua, pudiendo alejarse hasta 2,558 ua y acercarse hasta 2,063 ua. Su excentricidad es 0,107 y la inclinación orbital 3,339 grados. Emplea 1283,19 días en completar una órbita alrededor del Sol.

## Características físicas
La magnitud absoluta de 1997 YB15 es 16,7. 